# Zeebee

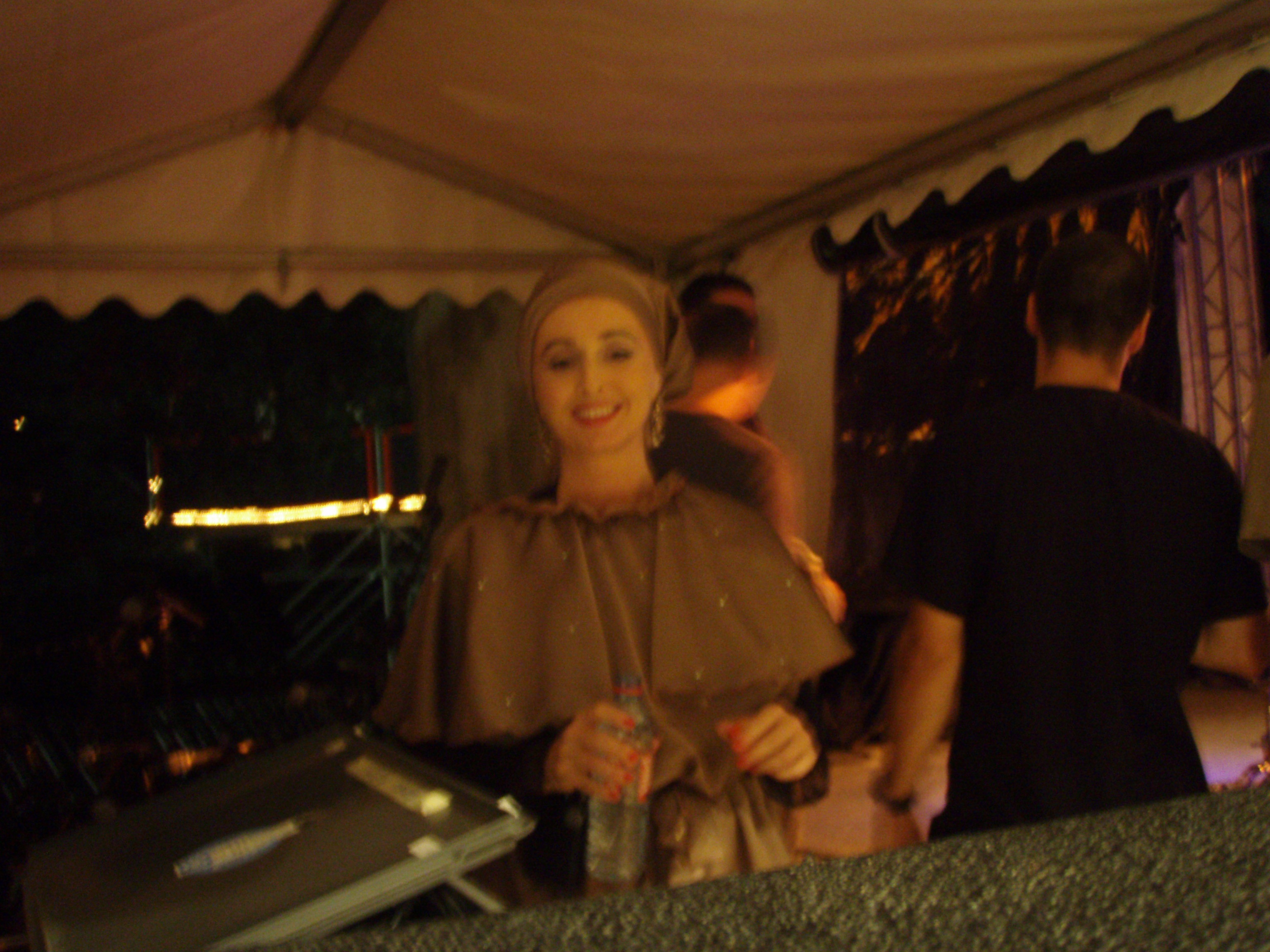
Zeebee backstage beim Montreux Jazz Festival 2007

Zeebee (* 29. Juni 1965 in Aalen als Eva Engel) ist eine österreichische Sängerin, Komponistin, Songwriterin, Creative Director, Texterin und Produzentin. Stilistisch vereint sie mit ihrer Musik und ihrem Gesang Jazz, Popmusik, Elektronische, Akustische und Klassische Musik.

## Leben und Karriere
Im Alter von fünf Jahren begann Zeebee Songs zu schreiben, Jazz- und Klassik-Instrumentals zu vertonen und diese aufzunehmen. Mit 17 tourte sie mit Pigbag durch England, Ende der 80er veröffentlicht sie auf dem Schweizer Label Off Course mit ihrer damaligen Band „D-Sire“ ein Album.
Ende der neunziger Jahre startet „Zeebee“ (abgeleitet von „cb“ für cyberbabe) via Internet zahlreiche Kollaborationen mit Musikern, u. a. mit Gerhard Potuznik, Kevin Martin aka The Bug, Curd Duca, Klaus Waldeck, Volker Bertelmann aka Hauschka, Dock Drumming, Jeffry Math, Jox, Trishes, Ikarus, Scott Mc Fadyen und Parov Stelar.  1996 gründete sie die Agentur für Idee, Text, Konzept und PR. Für ihr erstes Solo-Album „Chemistry“, das 2004 als „Album der Woche“ auf FM4 vorgestellt wird, gibt es vor allem international beeindruckende Rezensionen. Mit ihrer eigenwilligen Stimme versetzt Zeebee „Melodiengebirge“, merken Kritiker an. Zeebee selbst sieht sich als Arbeiterin unter Tag: „I am a miner, and my voice is the drill.“
„Priorities“ erschien, wie das Debütalbum „Chemistry“, auf dem Wiener Avantgarde-Label Angelika Köhlermann (in Kooperation mit Monkey Music). Neben der Studioarbeit präsentiert die Künstlerin ihre Musik seit mehreren Jahren auch weltweit live in Konzerten. Zu Sunday Morning und Cartoonboom entstanden auch Musikvideos.
2007 erschien das Album „Ballroom Stories“ von Klaus Waldeck, an welchem sie in den meisten Songs als Autorin und Sängerin mitwirkte. So auch bei Memories, einem sehr einprägsamen, jazzigen und auf einem langsamen Offbeat aufbauenden Stück, in dem sie ihre gesangstechnischen Fähigkeiten ausbreitet. Bei Liveauftritten von Waldeck ist sie als Sängerin präsent.
Am 21. April 2008 veranstaltet Zeebee gemeinsam mit dem Jugendsinfonieorchester Dornbirn und Klaus Waldeck im Wiener Konzerthaus ein Benefizkonzert für Ärzte ohne Grenzen. Gleichzeitig setzt sie sich auf ihrer neu erschienenen, Ärzte ohne Grenzen gewidmeten EP "In Peace We Live" mit vergessenen humanitären Krisen auseinander. Neben einer von ihr komponierten Orchesterversion, eingespielt mit dem Jugendsinfonieorchester Dornbirn, finden sich auf der CD Remixes von Waldeck, Gerhard Potuznik und André Pollmann. Präsentiert wurde die CD erstmals an dem Benefizabend für Ärzte ohne Grenzen im ausverkauften Wiener Konzerthaus.
"Be My Sailor", das dritte Soloalbum der Künstlerin wurde am 19. März 2010 auf dem Wiener Label Dope Noir veröffentlicht.
Für 2013 wurde das Folgealbum der "Ballroom Stories" mit Klaus Waldeck angekündigt, auf welchem sie wieder als Autorin und Sängerin vertreten sein wird.
Zeebee ist seit 2010 Inhaberin der "agenturengel" in Dornbirn, einer Full-Service-Werbeagentur mit angeschlossener Kunstgalerie. Mit ihrer Agentur wurde sie für zahlreiche Preise der internationalen Werbe- und Kommunikationsbranche ausgezeichnet und gewann u. a. 2014 in München den Best-of-Content-Marketing-Preis in Gold.
Am 26. Januar 2018 wurde der Song "Addicted" von Eva Engel aka zeebee und Klaus Waldeck auf dem aktuellen Album "Black Coffee" (Mascot Label Group) von Beth Hart und Joe Bonamassa gecovert und veröffentlicht.
Am 13. September 2019 veröffentlichte Dope Noir die Single "Wunderbar" Waldeck feat. Zeebee. Am 4. Februar 2020 veröffentlichte das Wiener Label Dope Noir die Single "Blue is the Beginning" Waldeck feat. Zeebee.
Am 3. Juli 2020 veröffentlichte Dope Noir das Album „Grand Casino Hotel“. Zeebee ist Autorin und Sängerin des Album-Openers „So strong“ sowie der Titel „Sexy Thing“, „I Need to Let You Go“ und „Blue Is the Beginning“.

## Diskografie
Alben:
- 1987: D-Sire Moving Back And Forward, Label: Off Course
- 2004: Chemistry, Label: Angelika Köhlermann
- 2006: Priorities, Label: Angelika Köhlermann/Monkey Music
- 2007, Klaus Waldeck: Ballroom Stories (Gesang und Autorin), Label: Dope Noir
- 2010, Be My Sailor, Label: Dope Noir
- 2020, Waldeck: Grand Casino Hotel (Gesang und Autorin), Label: Dope Noir

EPs:
- 2003 Tender EP, Label: zeebeemusic
- 2005 Cartoonboom Video EP, Label: Angelika Köhlermann
- 2008 In Peace We Live EP für Ärzte ohne Grenzen, Label: Dope Noir
- 2010 "In Peace We Live EP", Label: Dope Noir

Singles:
- 2010 Jealous, Label: Dope Noir
- 2019 Wunderbar, Waldeck feat. Zeebee, Label: Dope Noir
- 2020 Blue is the beginning, Waldeck feat. Zeebee, Label: Dope Noir

## Awards
- 2004 Amadeus-Nominierung für "Chemistry"
- 2007 Amadeus-Nominierung für "Ballroom Stories"
- 2010 Amadeus-Nominierung für "Be My Sailor"

## Auftritte
Folgend eine Auswahl bedeutender Konzertauftritte:
- 28. April – 1. Mai 2006: Mehrere Konzerte im Rahmen des FMI Festivals in Brasília
- 19. August 2006 Long Night Of Music, New Philadelphia
- 17. November 2006 Kulturkaufhaus Dussmann, Berlin
- 6. Juli 2007 Montreux Jazz Festival, Montreux
- 21. April 2008 Benefizkonzert für Ärzte ohne Grenzen Wiener Konzerthaus, Wien